# استان لومامی
استان لومامی (به لاتین: Lomami Province) یک استان در جمهوری دموکراتیک کنگو است که در Kasai region واقع شده‌است. استان لومامی ۵۶٬۴۲۶ کیلومتر مربع مساحت و ۲٬۰۴۸٬۸۳۹ نفر جمعیت دارد.